# 鉄コミュニケイション
『鉄コミュニケイション』（くろがねコミュニケイション）は、ストーリー原案・かとうひでお、漫画・たくま朋正によるSF漫画作品。および、それを原作としたアニメ作品、ライトノベル作品。

## 概要
『月刊コミック電撃大王』（メディアワークス）連載。
原作と世界観や主人公陣営の顔ぶれ以外の共通点はない秋山瑞人による外伝小説が、電撃G's文庫より全2巻で刊行。電撃G's文庫の廃刊後は電撃文庫から再版。

## ストーリー
共通
文明崩壊後の地球。5体のロボットのグループは、コールドスリープされていた人間の少女を発見する。人類最後の生き残りかもしれない少女・ハルカは、クレリック、スパイク、リーブス、トリガー、アンジェラの5体のロボットと暮らしている。
漫画
ハルカとクレリックたちとの心の交流や、生き残りの少年・カナトとの出会いや葛藤が中心。
小説
探検に出かけたハルカは、自分とそっくりの女の子を見かける。大捜索の末、再び出会った少女・イーヴァは、自分は人間に似せて作られたロボットで、相棒で動物型戦闘用ロボットのルークと旅をしていると話す。用心棒を雇わないかと突如提案するイーヴァ。友達が欲しいハルカは大喜びで、クレリックたちは警戒しつつもそれを受け入れる。イーヴァは、ルークにさえも決して明かそうとしない秘密を抱えていた。

## 登場人物

### 共通
ハルカ
主人公。人類最後の生き残り (?) 。推定年齢13歳。救命ポッドでコールドスリープに入っていた。クレリックたちに発見されて以降、一緒に暮らすようになる。重い境遇にもめげない、明朗快活な性格。
クレリック
メンバーの参謀役である教育型ロボット。ハルカの教育係でもあり、彼のメモリーに蓄えられた情報量は膨大で、自身の持つ演算能力も非常に高性能。性格も理論家で合理的な行動を好むが、いざと言う時の余裕ある態度や皮肉めいた冗談など、ユーモラスな一面も持ち合わせている。メンバーの誰もが信頼を寄せている。
スパイク
ニット帽がトレードマークのお手伝いロボット。ハルカの世話係であるが、ハルカ自身の行動力に振り回されることが多く、気苦労が耐えない様子。それでも、ハルカからは勿論のこと、メンバーからも深く親しまれている。
大量生産されている型らしく、カナトの砦で同型機と思われるロボットが大量に破壊されていた。
リーブス
ドクロ面のような顔にマッチョなボディと、概観こそ無骨だが口調と性格はお姉系。力仕事は元より、炊事洗濯も得意でメンバーのまとめ役。性格が女性なため、見た目に似合わず意外な物が苦手だったりする。
トリガー
UFOに手足がついたようなフォルムをしている。マスコット的存在。いたずら好きな性格で、玩具の銃でしょっちゅうスパイクを困らせている。しかし、有事の際は強力な実銃を構え、ハルカやメンバーを守るなど頼れる一面も持っている。
後頭部部分にスイッチがあり、いたずらをすると大抵リーブスによって機能凍結されている。
アンジェラ
女性型戦闘用ロボット。近接戦闘を得意とし、主武装も片刃のブレード。普段はゴーグルを着けており、性格柄ぶっきらぼうな口調で喋る。孤独を求める性格で、メンバーとは一定の距離を置こうとしていた。しかし、ハルカと出会い共に暮らすことで、仲間と共に過ごす温もりを知り、性格も徐々に柔らかくなる。
ロボット三原則というロボットの基本プログラムが施されていないらしく、文明崩壊前は地下格闘場において賭博格闘技のファイターとして戦っており、その際、人間である興行主と護衛を殺害してしまった。
性能はすでに他のメンバーとは掛け離れており、圧倒的なパワーを誇り、バズーカが直撃してもほとんど無傷。
カナト達の砦に侵入した際、防壁で閉じ込められたが、そのパワーで無理矢理突破した。

### アニメ・漫画
カナト
ハルカと同じく、人類の生き残り。
ホーニー
カナトと共にいたインテリジェンスロボット。
カナトの護衛兼保護を目的として作られていたが、融通が利かず、カナト以外の人類はいないということを唯一としてしまったため、火星で生き残っていた人類を消去するためにフライヤーを修理させた。
フライヤー自身はすでにプログラム的な死亡を迎えており、自身がメインプログラムとなることで制御していた。
ソーン
ホーニーと共にカナトを保護するために作られていたインテリジェンスロボット。
肉体的な行動はあまり得意ではなく、主に技術的な能力に特化している。
カナト達と共に訪れた陸地で、戦闘により瀕死の状態になっていたフライヤーを修理したが、プログラム的には死亡してしまい、外部から飛行プログラムを組み立てた。
アリスとリリスの製作者であり、親のような感情を持っている。
アリス
ソーンが作った金髪のインテリジェンスロボット。
カナト第一主義で、カナトのためならば危険なこともやってしまう。
砦に侵入してきたアンジェラにバズーカを撃ち込み、倒したと勘違いした後、逆にやられている。
ホーニーとソーンの会話から火星に生き残りがいることをカナトに話したため、ホーニーによって銃撃され瀕死の重傷を負うが、電子頭脳は無事だったために修理された。
リリス
ソーンが作った銀髪のインテリジェンスロボット。
アリスと同じでカナト第一主義であり、カナトのためなら危険なこともやってしまう。
アリスよりもドジなところがあるらしく、度々失敗をしている。
ホーニーとソーンの会話から火星に生き残りがいることをカナトに話したため、ホーニーによって銃撃され瀕死の重傷を負うが、電子頭脳は無事だったために修理された。
フライヤー（白）(形式番号00235）
本当はインテリジェンスロボットだったが、過去の大戦で戦闘用に改造されている。
干上がった川の中央で静かに眠っており、津波が来ることを知ったクレリック達により一時的にシステムを乗っ取られ、クレリック達に不信感を抱いた。
フライヤー自身はすでに人間不信状態になっており、大戦時に自分だけが生き残ったことを嘆き、そのまま津波によって破壊されることを望んでいた。
だが、ハルカ達のために一応陸地まで運び、そこで離脱したが、ホーニー達が修理したフライヤー（紅）とリンクし、状況を見ていた。
最終話にて中破状態となりながら、完全戦闘用に改造されていたフライヤー（紅）を撃墜させた。そして、ハルカとカナトを火星に送り届けるために再修理された。
フライヤー（紅）
ホーニーと直結されたフライヤー。すでにプログラム的な死亡を迎えている。
修理の際、通常のフライヤーより一回り巨大になった。

### 小説
コミックではスパイクが「ロボット三原則には逆らえない」という趣旨の発言をしているが、小説ではクレリックが「アイザック・アシモフはクソして寝ろってわけですよ」と語っている。反面、双方共に兵器としてのロボットも多数存在しており、三原則の適用が全てには至っていない様が窺えるが、小説版には、家族であるために従わないというテーマが存在した。
イーヴァ
小説版のもう1人の主人公であり、ハルカと瓜二つな外見のEZO社製のロボット。EG(=Emulation Glade)という「人間を模倣するということに関して、そのロボットがどれだけ精巧にできているか」を示す指数において、（最？）高位のEG7である。つまりは人間に似せることを第一義として開発されており、電波やレーザーでの通信など、いくつかの機能を除けばほとんど人間と見分けがつかない。異なる点として、額にシリアルナンバーが刻印されているが、ふだんは大きな絆創膏で隠している。もともとは顔・体格ともにハルカとは全く異なる姿をしていたが、ある出来事を契機に、死の危険さえも省みずに自らを作り変えた。ルークに置いていかれることを病的なまでに恐れている。ハルカに対しては狂的なまでの嫉妬と劣等感を持つが、決して表には出さないようにしている。
ルーク
秘密裏に開発された軍用兵器の生き残り。250kgの巨体だが、6本足4本腕に目が4つと、見た目は昆虫に近い。通常の軍用ロボットではなく、資金を度外視して開発された極秘の兵器群のうちの一体。索敵能力・処理能力・戦闘力など規格外の性能を有し、自己修復機能まで備えている。文明崩壊を招いた大戦ではそうした極秘兵器で構成される部隊に所属していた。その正体は、ハルカが幼少期に飼っていた大型狩猟犬「ひしゃまる」のサイボーグである（ただし、ルークもハルカもそのことを思い出せないでいる）。戦争終結後も狂ったキングの指令で戦闘を続けていたが、ナイトやビショップと共に反乱を起こし、キングを破壊する。その後しばらくナイトたちの人間狩りの旅に同行するも、人間（正確には人間の少女）を殺すことに原因不明の抵抗を感じるようになり、ナイトらとも袂を分かつ。以降はナイトたちから逃れつつ、本能的にある場所を目指して放浪の旅を続ける。イーヴァとは人間狩りから離反するときに出会い、結果的にイーヴァの命（？）を助ける形になった。ナイトらとの戦闘を抜けた後もついてくるイーヴァと、やがて共に旅をするようになる。幼名「後白居近衛門飛車丸」。きわめて温厚な性格。
ナイト
ルークと元同部隊の、極秘兵器の一体。ルークと同型と思われる。同型3体のうちでは最も戦闘力が高く、また他2体が見せていない物質透過能力を有する。人間を憎んでおり、戦争が終結した後も常軌を逸した指令を出し続けるキングに反乱を起こした後、ルーク、ビショップを誘って人間狩りを始める。離反したルークのことは裏切り者とみなして制裁を加えようとしている。人食い禁止など独特の世界観を持つ。ルーク離反後はさらに自らの哲学に傾注し、それを表記するための独自の言語体系を開発するにまで至っている。人間に対しては極めて残虐だが、どこかで主人＝共に歩むものを求めているのか、さらってきたイーヴァを喜ばそうと優しくする描写が見られる。ただしプライドのためか自身ではそれに気づいていない、もしくは認められないでいる。幼名「後白居近衛門駒之守」。
ビショップ
ルークと元同部隊の、極秘兵器の一体。ルークと同型と思われる。雌。言動は飄々としているが、性格は徹底して残虐。元々は愛嬌もある性質だったが、人間の血の匂いが変えてしまった。ルークが離反してからもナイトと行動していたが、イーヴァの処遇を巡ってナイトに追い散らされた。サイボーグ化される前はルークのことが好きだった。幼名「後白居近衛門角千代」。
キング
ルークらのいた部隊の司令官。指令部からの作戦指令を中継するためのロボットで、戦闘能力は無い。常にクィーンに守られていた。戦争が終結し、作戦指令が途絶えてからは正常な機能を失し、王を演じて狂った指令を自ら出すようになる。ナイトが首謀した反乱により破壊された。
クィーン
キングを守護する為のロボット。ナイトが首謀した反乱により破壊された。その際マスター・ポーン3機を撃破している。
ポーン
ルークらによって使役される兵器の総称。システム的には既存8機の「マスター・ポーン」と、システム外のロボットをウイルス感染で乗っ取ることでシステムに組み込む「スレイブ・ポーン」からなる。このシステム上において、ルークら使役者は「ヴァンパイア」のコードネームで呼称される。マスター・ポーンはルークをやや小型化したような外見の兵器であり、狭義の意味ではこちらを指して使われる。

## 書籍
- 漫画(全3巻)
  - 鉄コミュニケイション（1998年9月、ISBN 4-8402-0994-4）
- 小説
  - 鉄コミュニケイション（1）ハルカとイーヴァ
  - 鉄コミュニケイション（2）チェスゲーム

## テレビアニメ
1998年10月5日から1999年3月29日にかけてWOWOWのアニメコンプレックス内で放送された。1話15分、全24話。
「鉄コミュニケイション セレクション」として2007年12月にtvkにて放送。

### 声の出演
- ハルカ - 堀江由衣
- スパイク - 石川寛美
- リーブス - 堀内賢雄
- アンジェラ - 深見梨加
- クレリック - 大塚芳忠
- トリガー - 嶋方淳子
- カナト - 今井由香
- ソーン - 石井康嗣
- ホーニー - 大塚明夫
- アリス - 永沢菜教
- リリス - 小桜エツ子
- フライヤー - 広中雅志
- ラヴィニア - 勝生真沙子
- ハルカの父 - 安井邦彦
- ハルカの母 - 山口由里子
- カナトの母 - 佐久間レイ

### スタッフ
- 監督 - 菊地康仁
- シリーズ構成・脚本 - 山田光洋
- キャラクターデザイン - 高橋しんや
- フライヤーデザイン - 山下いくと
- デザインワークス - 二村秀樹、増尾昭一
- 美術監督 - 桑原悟
- 色彩設定 - 関美恵子
- 撮影監督 - 岡崎英夫
- 音響監督 - 本田保則
- 音楽 - 川井憲次
- プロデューサー - 折原和弘
- アニメーションプロデューサー - 野村和史、宮下研史
- アニメーション制作 - A.P.P.P.
- 製作 - ポニーキャニオン

### 主題歌
オープニングテーマ「my best friend」
作詞 - Sora / 作曲 - 川井憲次 / 編曲 - 船山基紀 / 歌 - 堀江由衣
エンディングテーマ「Dear mama」
作詞 - Sora / 作曲 - 川井憲次 / 編曲 - 船山基紀 / 歌 - 堀江由衣

### 各話リスト
| 話数 | サブタイトル         | 絵コンテ      | 演出     | 作画監督       | 放送日         |
| ---- | -------------------- | ------------- | -------- | -------------- | -------------- |
| 1    | 少女ハルカ           | KIKU          | KIKU     | 小林利充       | 1998年 10月5日 |
| 2    | 失われた記憶         | KIKU          | KIKU     | 小林利充       | 10月12日       |
| 3    | オアシス             | KIKU          | 久米一成 | しまだひであき | 10月19日       |
| 4    | マシン（非AI戦闘体） | KIKU          | 久米一成 | しまだひであき | 10月26日       |
| 5    | アンジェラ（前編）   | 二村秀樹      | 二村秀樹 | 中沢一登       | 11月2日        |
| 6    | アンジェラ（後編）   | 二村秀樹      | 二村秀樹 | 中沢一登       | 11月9日        |
| 7    | キャンプ             | KIKU 神原敏昭 | 神原敏昭 | 小林利充       | 11月16日       |
| 8    | 異変                 | KIKU 神原敏昭 | 神原敏昭 | 小林利充       | 11月30日       |
| 9    | シェルター           | 阿部雅司      | 阿部雅司 | しまだひであき | 12月7日        |
| 10   | 真実                 | 阿部雅司      | 阿部雅司 | しまだひであき | 12月14日       |
| 11   | フライヤー           | 中山岳洋      | 中山岳洋 | 小林利充       | 12月21日       |
| 12   | 旅立ち               | 中山岳洋      | 中山岳洋 | 小林利充       | 1999年 1月4日  |
| 13   | 新大陸               | 阿部雅司      | 阿部雅司 | 谷圭司         | 1月11日        |
| 14   | カナト               | 阿部雅司      | 阿部雅司 | 谷圭司         | 1月18日        |
| 15   | 遺跡                 | KIKU          | 神原敏昭 | しまだひであき | 1月25日        |
| 16   | 憎しみ               | KIKU          | 神原敏昭 | しまだひであき | 2月1日         |
| 17   | 母親                 | 中山岳洋      | 中山岳洋 | 中山岳洋       | 2月8日         |
| 18   | 人質                 | 中山岳洋      | 中山岳洋 | 中山岳洋       | 2月15日        |
| 19   | 再会                 | 二村秀樹      | 阿部雅司 | 谷圭司         | 2月22日        |
| 20   | 生存者               | KIKU          | 阿部雅司 | 谷圭司         | 3月1日         |
| 21   | ホーニー             | KIKU          | 中山岳洋 | しまだひであき | 3月8日         |
| 22   | 裏切り               | KIKU          | 中山岳洋 | 小林利充       | 3月15日        |
| 23   | 発動                 | 二村秀樹      | 菊地康仁 | 高橋しんや     | 3月22日        |
| 24   | 再生                 | 二村秀樹      | 菊地康仁 | 高橋しんや     | 3月29日        |

### 放送局
| 放送地域 | 放送局 | 放送期間                      | 放送日時        | 備考             |
| -------- | ------ | ----------------------------- | --------------- | ---------------- |
| 日本全域 | WOWOW  | 1998年10月5日 - 1999年3月29日 |                 |                  |
| 神奈川県 | tvk    | 2007年12月 -                  | 月曜 26時15分 - | セレクション放送 |

## 舞台
関西の劇団2TBにより2000年に小説版を原作とした舞台『この荒野の物語』が上演。その後も改訂を行いつつ何度か再演されている。

### 公演
- リバーシブルシアターvol.2　この荒野の物語　音楽の流れた荒野／静の海の荒野（2000年7月、劇団2TB）[1]
- リバーシブルシアター この荒野の物語 phase.2 音楽の流れた荒野／地球の見える荒野（2002年10月、シアターシンクタンク万化）[2]
- この荒野の物語（2008年2月、シアターシンクタンク万化）[3]
- ALTERNAITプロデュースvol,03「この荒野の物語2019 静かの海の荒野 / 音楽の流れた荒野」（2019年9月、ALTERNAIT）[4]